# ساحل‌روبی

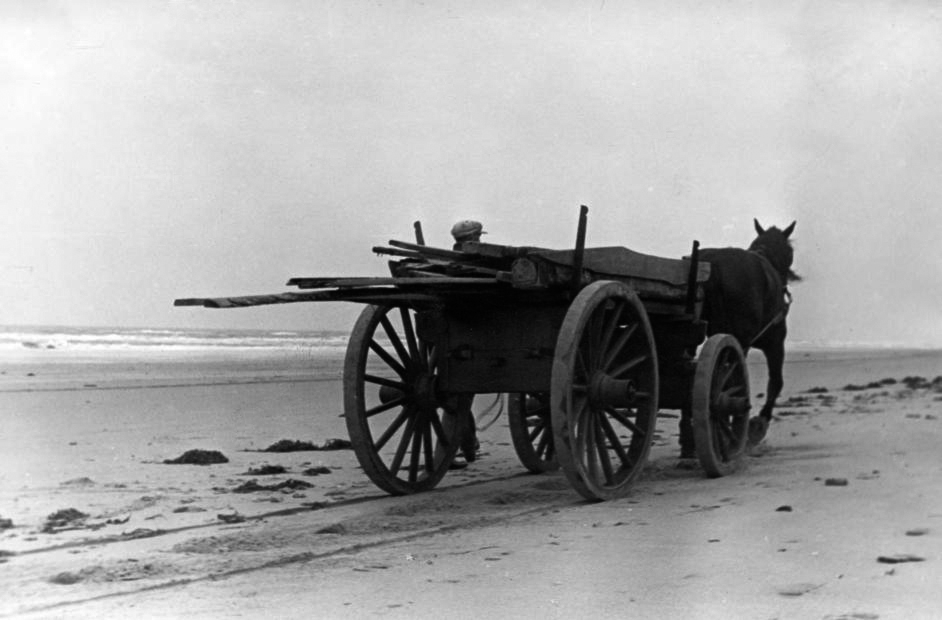
یک ساحل‌روب هلندی در کرانهٔ دریای شمال (۱۹۳۲)

ساحِل‌روبی به عمل جستجو در کناره‌های دریا برای یافتن اشیای سودمند یا قیمتی گفته می‌شود.
این عمل در برخی کشورهای جهان هنوز رواج دارد. بیشتر ساحل‌روبی در نقاط بین جزر و مد (میان‌کشندی) سواحل انجام می‌شود و امروزه ساحل‌روبان برای جستجو از دستگاه فلزیاب نیز بهره می‌گیرند.

## پیشینه
ساحل‌روبی به خاطر تنگدستی افراد پدید آمد و فقیران با یافتن تکه‌های چوب در کنار دریا از آن به عنوان هیزم استفاده می‌کردند و از اشیای دیگر برای فروش یا استفاده شخصی بهره می‌بردند.
در اقیانوس آرام جنوبی از دیرباز و به‌ویژه از زمان ورود کاشفان اسپانیایی شماری از کشتی‌شکستگان و دورافتادگان فراری به ساحل‌روبی روی آورده‌بودند، ولی شمار این افراد در سدهٔ نوزدهم بسیار بیشتر شد. گروهی از آنان محکومان انگلیسی بودند که به استرالیا فرستاده شده‌بودند و برای فرار از محکومیت گریخته و به زندگی فردی و ساحل‌روبی روی آورده‌بودند. ولی بیشتر ساحل‌روبان این نواحی را جاشوها و شکارچیان نهنگی تشکیل می‌دادند که از کشتی‌های خود پریده و به آب زده بودند.
این جاشوها کسانی بودند که پس از رسیدن کشتی‌شان به تاهیتی یا جزایر مارکیزی تصمیم به بازنشستگی زودهنگام یا موقتی می‌گرفتند و از کشتی خود گریخته و به سواحل جزیره‌ها پناه می‌بردند.
برآوردها نشان می‌دهد که در سال ۱۸۵۰ میلادی پیرامون ۲ هزار ساحل‌روب در جزایر پلی‌نزی و میکرونزی زندگی می‌کرده‌است.
برخی از این ساحل‌روب‌ها به دادوستد میان قبیله‌های بومی سرگرم می‌شدند یا برای دریافت پاداش ناخداها به دنبال لو دادن دیگر ساحل‌روبان فراری بودند.